# Онге (народ)

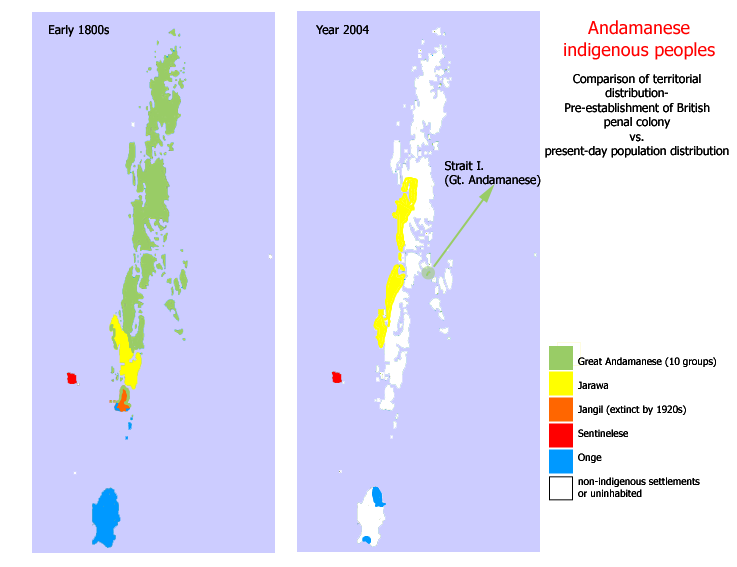
Распространение народа Онге (синим)

Онге (хинди ओन्गी) — один из коренных андаманских народов (адиваси).
Прежде проживали на Малом Андамане, Рутланде, южной оконечности Южного Андамана и соседних островах.
Онге живут в двух резервациях на Малом Андамане: Ручей Дюгоня (северо-восток) и Южная Бухта.
Входят в список официально зарегистрированных племён Индии.

## Сокращение населения

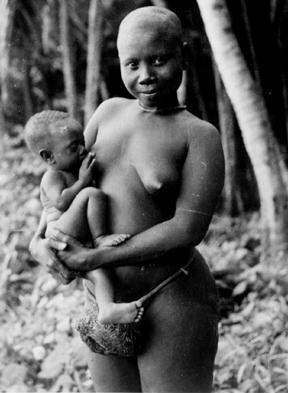
Молодая мать онге с ребёнком

Онге сильно пострадали от колонизации: их количество с 672 человек в 1901 году сократилось до чуть менее 100 человек.
Основная причина снижения количества — изменение привычного рациона, вызванного контактами с внешним миром. Ранее онге полностью полагались на охоту и собирательство. Также влияние оказывает крайне низкая фертильность онге: около 40 процентов пар не имеет детей, а женщины редко беременеют до 28 лет.
Оценка количества:
- 1901 год — 672 человек;
- 1911 год — 631;
- 1921 год — 346;
- 1931 год — 250;
- 1941 год — неизвестно (из-за Второй Мировой войны);
- 1951 год — 150 человек[4].

## Инцидент с отравлением
В декабре 2008 восемь мужчин из племени умерли и 15 человек были госпитализированы после отравления некой ядовитой жидкостью, вероятно, метанолом, который спутали с алкоголем. Яд скорее всего был выброшен морем на берег в Ручье Дюгоня, недалеко от поселения на острове, однако власти в Порт-Блэр приказали провести расследование, чтобы определить источник яда.
Директор Центра международного выживания назвал массовое отравление «бедствием для онге» и предупредил, что дальнейшие смерти могут «поставить вопрос о выживании всего племени в опасность». Злоупотребление алкоголем в последние годы переросло в серьёзную проблему для онге, добавившись к остальным, включая влияние извне.
Бхопиндер Сингх, вице-губернатор Андаманских островов, приказал провести расследование данного инцидента.

## Генетика
Геномные изыскания Reich et al. (2009) обнаружили свидетельства существования двух генетически разнородных древних популяций, чьи гены и до сегодняшнего дня присутствуют у большинства жителей Индостана: «пра-северо-индийцы» (англ.  Ancestral North Indians (ANI)), которые родственны популяциям Европы, Ближнего Востока и Центральной Азии, и «пра-юго-индийцы» (англ.  Ancestral South Indians (ASI)), которые не родственны ни пра-северо-индийцам, ни населению Восточной Азии. Как говорится в исследовании, живущие на Андаманских островах онге имеют отношение к «пра-юго-индийцам» и они оказались уникальны в том, что стали единственной попавшей в исследование восточноазиатской популяцией, в которой отсутствовала пра-северо-индийская примесь. Выдвигается вполне резонное предположение, что онге заселили Андаманские острова́ раньше, чем произошло смешение между пра-юго-индийцами и пра-северо-индийцами на материке.